# Xã Clement, Michigan
Xã Clement (tiếng Anh: Clement Township) là một xã thuộc quận Gladwin, tiểu bang Michigan, Hoa Kỳ. Năm 2010, dân số của xã này là 901 người.